# 德克姆哈雷
德克姆哈雷是非洲東北部國家厄立特里亞的城鎮，由南部區負責管轄，位於首都阿斯馬拉東南部約38公里，海拔高度2,050米，每年平均降雨量570毫米，2004年人口約32,000。
15°4′N 39°2′E / 15.067°N 39.033°E